# Éléments de géométrie algébrique
Pour les articles homonymes, voir EGA.
Les Éléments de géométrie algébrique, par Alexandre Grothendieck (rédigés avec la collaboration de Jean Dieudonné), ou EGA en abrégé, sont un traité inachevé de 1 500 pages, en français, sur la géométrie algébrique, qui a été publié (en huit parties ou fascicules) entre 1960 et 1967 par l'Institut des hautes études scientifiques. Grothendieck tente d'y établir systématiquement les fondements de la géométrie algébrique, et y construit le concept des schémas, et le définit. Ces travaux sont de nos jours considérés comme la première pierre et la référence de base de la géométrie algébrique moderne.

## Table des matières
- I. Le langage des schémas. (1 volume )
- II. Étude globale élémentaire de quelques classes de morphismes. (1 volume )
- III. Étude cohomologique des faisceaux cohérents. (2 volumes  )
- IV. Étude locale des schémas et des morphismes de schémas. (4 volumes )

L'introduction mentionne, à titre informatif, que le plan général initialement prévu comprend huit autres chapitres.
- V. Procédés élémentaires de construction des schémas.
- VI. Techniques de descente. Méthode générale de construction des schémas.
- VII. Schémas de groupes, espaces fibrés principaux.
- VIII. Étude différentielle des espaces fibrés.
- IX. Le groupe fondamental.
- X. Résidus et dualité.
- XI Théories d'intersection, classes de Chern, théorème de Riemann-Roch.
- XII. Schémas abéliens et schémas de Picard.
- XIII. Cohomologie de Weil.

Il existe en outre un chapitre 0, nommé « préliminaires », et réparti entre différents volumes, placé en tête de chacun des autres chapitres.

## Éditions
Publiés dans la revue Publications Mathématiques de l'IHÉS, aux volumes 4, 8, 11, 17, 20, 24, 28 et 32, les EGA sont également disponibles en ligne, sous forme numérisée, dans le cadre du programme NUMDAM. Les notes préparatoires au chapitre V ont été communiquées par Grothendieck et sont reproduites, sous forme numérisée. Il semblerait que, dans un premier temps, ces notes étaient destinées à une suite au chapitre IV. Une réédition en anglais de la majeure partie de ces notes est également disponible.
Certains des résultats que l'on aurait pu trouver dans les chapitres suivants se trouvent, sous une forme moins achevée, dans le Séminaire de géométrie algébrique. 
Le chapitre I a été remanié et réédité par Springer-Verlag en 1971. Le terme préschéma a été remplacé par schéma (qui désignait dans la première édition les préschémas séparés). Les parties constructibles sont passées du volume 3 (III, Chapitre 0.9) dans ce volume et, au passage, sont devenues des parties globalement constructibles.